# ستيفن بينبريج
ستيفن بينبريج (بالإنجليزية: Stephen Bainbridge) هو صحفي أمريكي، ولد في 1958.